# Division 1 1934-35
La Division 1 1934-35 fue la tercera temporada del fútbol francés profesional. FC Sochaux-Montbéliard se proclamó campeón con 48 puntos, obteniendo su primer título.

## Equipos participantes
| - Olympique Alès - FC Antibes - AS Cannes - SC Fives - Olympique Lillois - Olympique de Marseille - SO Montpellier - FC Mulhouse |  | - SC Nîmes - RC Paris - Red Star Olympique - Stade Rennais UC - Excelsior AC Roubaix - FC Sète - FC Sochaux-Montbéliard - RC Strasbourg |

## Tabla de posiciones
| Pos. | Equipo                     | Pts. | PJ | G  | E  | P  | GF | GC | Dif. | Clasificación         |
| ---- | -------------------------- | ---- | -- | -- | -- | -- | -- | -- | ---- | --------------------- |
| 1    | FC Sochaux-Montbéliard (C) | 48   | 30 | 22 | 4  | 4  | 94 | 36 | +58  | Campeón de Liga       |
| 2    | RC Strasbourg              | 47   | 30 | 21 | 5  | 4  | 73 | 33 | +40  |                       |
| 3    | RC Paris                   | 37   | 30 | 16 | 5  | 9  | 77 | 57 | +20  |                       |
| 4    | FC Sète                    | 36   | 30 | 13 | 10 | 7  | 52 | 45 | +7   |                       |
| 5    | AS Cannes                  | 33   | 30 | 14 | 5  | 11 | 62 | 48 | +14  |                       |
| 6    | FC Mulhouse                | 33   | 30 | 14 | 5  | 11 | 66 | 67 | −1   |                       |
| 7    | Olympique Lillois          | 31   | 30 | 14 | 3  | 13 | 56 | 46 | +10  |                       |
| 8    | Excelsior AC Roubaix       | 31   | 30 | 13 | 5  | 12 | 51 | 48 | +3   |                       |
| 9    | Olympique de Marsella      | 31   | 30 | 13 | 5  | 12 | 76 | 72 | +4   |                       |
| 10   | Stade Rennais UC           | 27   | 30 | 11 | 5  | 14 | 57 | 49 | +8   |                       |
| 11   | SC Fives                   | 25   | 30 | 12 | 1  | 17 | 45 | 61 | −16  |                       |
| 12   | Red Star Olympique         | 23   | 30 | 8  | 7  | 15 | 58 | 72 | −14  |                       |
| 13   | Olympique Alès             | 23   | 30 | 10 | 3  | 17 | 52 | 73 | −21  |                       |
| 14   | FC Antibes                 | 23   | 30 | 8  | 7  | 15 | 49 | 80 | −31  |                       |
| 15   | SO Montpellier (D)         | 17   | 30 | 7  | 3  | 20 | 37 | 86 | −49  | Descenso a Division 2 |
| 16   | SC Nîmes (D)               | 15   | 30 | 5  | 5  | 20 | 35 | 67 | −32  | Descenso a Division 2 |

 Fuente: footballdatabase.eu
Notas:
1. ↑  Campeón de la Copa de Francia

## Resultados
| Local \ Visitante      | ALE | ANT  | CAN | EXC | FIV | LIL | MAR | MON | MUL | NIM | RCP | RED | REN | SET | SOC | STR |
| ---------------------- | --- | ---- | --- | --- | --- | --- | --- | --- | --- | --- | --- | --- | --- | --- | --- | --- |
| Olympique Alès         | —   | 2–1  | 5–1 | 0–3 | 2–1 | 3–1 | 1–0 | 1–1 | 2–2 | 2–4 | 7–2 | 3–2 | 3–2 | 3–0 | 1–5 | 0–5 |
| FC Antibes             | 1–0 | —    | 1–1 | 4–2 | 2–3 | 1–0 | 1–7 | 4–0 | 1–1 | 4–1 | 2–5 | 1–1 | 0–0 | 1–0 | 1–3 | 1–1 |
| AS Cannes              | 6–2 | 3–1  | —   | 5–2 | 2–0 | 1–2 | 3–0 | 7–2 | 5–0 | 1–0 | 0–2 | 6–2 | 3–0 | 2–0 | 0–2 | 0–1 |
| Excelsior AC Roubaix   | 2–0 | 1–4  | 2–0 | —   | 0–1 | 2–1 | 0–3 | 6–1 | 1–2 | 4–0 | 5–3 | 2–0 | 0–0 | 0–1 | 0–1 | 1–2 |
| SC Fives               | 1–0 | 2–1  | 1–2 | 0–0 | —   | 2–1 | 6–3 | 1–0 | 0–2 | 3–1 | 2–1 | 6–0 | 4–1 | 1–2 | 0–3 | 1–3 |
| Olympique Lillois      | 2–1 | 10–0 | 0–0 | 4–0 | 3–0 | —   | 5–0 | 4–1 | 0–1 | 3–1 | 0–0 | 0–4 | 3–1 | 2–0 | 2–1 | 2–1 |
| Olympique de Marsella  | 3–2 | 7–2  | 2–2 | 2–4 | 5–1 | 3–1 | —   | 4–1 | 8–3 | 2–1 | 3–2 | 4–3 | 4–1 | 1–1 | 1–3 | 1–1 |
| SO Montpellier         | 0–3 | 2–0  | 2–3 | 0–2 | 2–0 | 1–3 | 3–2 | —   | 5–3 | 0–3 | 3–3 | 0–3 | 4–1 | 0–2 | 0–4 | 0–0 |
| FC Mulhouse            | 2–0 | 4–1  | 4–0 | 6–1 | 1–0 | 1–0 | 3–4 | 4–1 | —   | 6–0 | 3–1 | 0–0 | 2–2 | 1–1 | 1–5 | 4–1 |
| SC Nîmes               | 1–1 | 3–1  | 1–2 | 1–1 | 1–4 | 1–2 | 1–1 | 4–5 | 3–2 | —   | 0–2 | 2–1 | 1–2 | 1–3 | 0–2 | 0–1 |
| RC Paris               | 6–1 | 5–3  | 3–2 | 3–1 | 7–0 | 3–0 | 5–1 | 1–0 | 2–3 | 2–0 | —   | 2–2 | 2–1 | 6–2 | 1–2 | 2–2 |
| Red Star Olympique     | 3–1 | 2–2  | 2–1 | 1–3 | 5–2 | 1–1 | 4–1 | 0–1 | 3–1 | 2–2 | 1–2 | —   | 2–1 | 3–4 | 2–7 | 1–3 |
| Stade Rennais UC       | 6–0 | 4–1  | 3–0 | 0–1 | 3–1 | 4–0 | 1–1 | 4–1 | 6–2 | 2–0 | 0–1 | 3–1 | —   | 4–1 | 3–3 | 0–2 |
| FC Sète                | 1–0 | 1–1  | 1–1 | 2–2 | 4–0 | 3–1 | 6–3 | 3–0 | 2–0 | 2–2 | 2–2 | 2–2 | 2–0 | —   | 1–1 | 1–0 |
| FC Sochaux-Montbéliard | 6–2 | 3–7  | 4–2 | 0–2 | 2–1 | 5–2 | 4–0 | 9–0 | 8–0 | 1–0 | 3–1 | 4–3 | 2–1 | 0–0 | —   | 2–3 |
| RC Strasbourg          | 3–2 | 6–1  | 1–1 | 1–1 | 2–1 | 4–1 | 1–0 | 2–1 | 4–2 | 3–0 | 6–0 | 5–2 | 2–1 | 5–2 | 0–1 | —   |

Promovidos de la Division 2, quienes jugarán en la Division 1 1935/36:
- FC Metz: Campeón de la Division 2
- US Valenciennes-Anzin: Subcampeón de la Division 2

## Goleadores
| # | Jugador        | Nacionalidad  | Club                   | Goles |
| - | -------------- | ------------- | ---------------------- | ----- |
| 1 | André Abegglen | Suiza         | FC Sochaux-Montbéliard | 30    |
| 2 | Roger Courtois | Francia Suiza | FC Sochaux-Montbéliard | 29    |
| 3 | Franz Weselik  | Austria       | FC Mulhouse            | 24    |
| 4 | Joseph Alcazar | Francia       | Olympique de Marseille | 22    |
| - | Jean Secember  | Francia       | Excelsior AC Roubaix   | 22    |